# مطبعة خليل نصر
مطبعة خليل نصر هي أول مطبعة عرفتها الأردن عام 1922، تأسست في حيفا عام 1909 وقد نشر صاحبها خليل نصر اللبناني الأصل صحيفة يومية عام 1919 أطلق عليها اسم الأردن. ومن الجدير بالذكر أن العدد الأول لهذه الصحيفة كان العدد الخير لصحيفة «جراب الكردي» التي كان يصدرها خليل نصر شراكة مع باسيلا الجدع في حيفا.
لظرف ما نقل خليل نصر مطبعته إلى عمّان عام 1922  بعيد الفترة التي دخل إليها الأمير عبد الله بن الحسين وإنشاء إمارة شرق الأردن عام 1921، وقد أطلق عليها مطبعة الأردن.
تلاها إنشاء مطبعة الحكومة بعد ثلاث سنين في الأردن عام 1925.

## من أعمالها
- طباعة ونشر دراسة بالرفاه والبنين مشاركة مع مصطفى وهبي التل عام 1934.[4]
- طباعة ونشر صحيفة جراب الكردي في حيفا
- طباعة ونشر صحيفة الأردن في حيفا ثم في الأردن